# Directeur des ressources humaines
Pour les articles homonymes, voir DRH.
Le directeur des ressources humaines (DRH), également appelé directeur du personnel, responsable des ressources humaines, ou encore Chief Human Resources Officer (CHRO) en anglais, est le responsable de la gestion des ressources humaines au sein d'une organisation (entreprise, association ou institution).

## Description
Les compétences d'un directeur des ressources humaines sont parfois intégrées dans les missions d'un directeur administratif et financier. Le directeur des ressources humaines conçoit et propose une politique d'optimisation des ressources humaines de la collectivité.
Deux grands domaines de compétence peuvent être distingués :
- la gestion administrative du personnel ;
- la gestion des ressources humaines proprement dite.

De ces deux domaines, le premier relève de la mise en œuvre des aspects légaux de la GRH, et permet une automatisation poussée (voir notamment : Système d'information de gestion des ressources humaines. Le second est plus politique et stratégique. Dans les grandes entreprises, ces deux domaines sont parfois distingués fonctionnellement ou formellement. La gestion administrative du personnel est par ailleurs plus susceptible d'externalisation.
Le directeur des ressources humaines est parfois aussi responsable de la communication.

## Gestion administrative du personnel
Essentiellement relative aux aspects légaux de la GRH et à sa mise en œuvre
- les salaires et primes, avantages non salariaux tels que mutuelle, prévoyance, épargne d'entreprise, etc. ;
- l'administration du personnel (suivi des recrutements et des départs, gestion des personnels temporaires et des stagiaires, formalités administratives auprès de l'administration du travail et des organismes sociaux, établissement des bulletins de paie et versement des salaires, etc.) ;
- la gestion des emplois, la gestion des effectifs et des compétences ;
- le déploiement de la politique et des procédures internes, de la philosophie d'entreprise, etc.

Relative à la gestion politique et stratégique du personnel
- la formation et le développement des compétences des salariés ;
- les promotions et la gestion des carrières ;
- les relations avec les institutions représentatives du personnel (comité d'entreprise, délégués du personnel) et les organisations syndicales.

Matières relevant des deux domaines
- La rémunération et avantages sociaux ;
- les conditions de travail (hygiène, sécurité, ergonomie, prévention des accidents) et de l'organisation du travail (durée du travail, aménagement des horaires, planification des congés, mise en place du télétravail, etc.) ;
- la gestion des conflits, des questions juridiques et des litiges liés au droit du travail ;
- le recrutement du personnel (définition et création des postes, publication des offres, sélection des candidatures, organisation des entretiens, établissement des contrats de travail).

## Chef du personnel
L'échelon hiérarchique intermédiaire dans les grandes structures est nommé chef du personnel. On en rencontre dans toutes les grandes succursales de grand groupes ou à l'échelon régional.